# Großsteingrab Gandløse Eget 1
Das Großsteingrab Gandløse Eget 1 ist eine megalithische Grabanlage der jungsteinzeitlichen Nordgruppe der Trichterbecherkultur im Kirchspiel Ganløse in der dänischen Kommune Egedal.

## Lage
Das Grab liegt nördlich von Ganløse im Osten des Waldgebiets Ganløse Eged. In der näheren Umgebung gibt bzw. gab es zahlreiche weitere megalithische Grabanlagen.

## Forschungsgeschichte
In den Jahren 1875 und 1942 führten Mitarbeiter des Dänischen Nationalmuseums Dokumentationen der Fundstelle durch.

## Beschreibung
Die Anlage besaß ursprünglich eine nord-südlich(?) orientierte rechteckige Umfassung mit einer Länge von 9 m und einer Breite von 3 m. 1875 wurden noch Steine auf drei Seiten und ein Standloch eines entfernten Umfassungssteins auf der vierten Seite festgestellt. Heute sind noch die beiden Langseiten mit fünf bzw. sechs Steinen erhalten. Eine Hügelschüttung lässt sich innerhalb der Steine nicht erkennen, die Erde hat hier die gleiche Höhe wie außen.
In der Mitte der Umfassung wurde 1875 ein einzelner großer Stein mit einer abgerundeten Oberseite festgestellt, bei dem es sich vermutlich um den Deckstein einer im Erdboden verborgenen Grabkammer handelte. Dieser Stein ist heute verschwunden. Zu den Maßen und der Orientierung der Kammer liegen keine Angaben vor. Sie wird als Ganggrab geführt, es ist allerdings unklar, worauf sich diese Klassifizierung stützt.
Außerhalb der Umfassung war 1875 oder früher ein Loch gegraben worden. Die Erde war an dieser Stelle stark mit Feuerstein-Grus durchsetzt.